# جينكي سودو
جينكي سودو هو مغني، وراقص، ومصارع محترف وسياسي ياباني ولد في 8 مارس 1978.